# Yancey Arias
Yancey Arias est un acteur américain, né le 27 juin 1971 à New York. Il a joué Miguel Cadena dans la série NBC Kingpin et Gabriel Williams dans la série FX Thief.

## Vie et carrière
La mère d'Arias, Miriam, est portoricaine et son père, Tony, est colombien. Arias est né et a grandi à New York. Il a fréquenté la Moore Catholic High School et la St. John's Preparatory School avant d'étudier le théâtre à l'Université Carnegie Mellon.
Sa première grande chance est venue dans la production à Broadway de Miss Saigon en 1992, sur laquelle il a travaillé à différents titres pendant plusieurs années. En plus des rôles à la télévision, il a également continué à travailler sur scène, y compris un rôle principal dans The Wild Party en 2000.
En 2001, il s'installe à Los Angeles, où il vit avec sa femme, l'actrice Anna Alvim. Il était dans l'émission Knight Rider pour la première demi-saison.
En juillet 2013, il a été annoncé qu'Arias jouerait Carl Villante, le chef d'une unité d'enquête d'élite, dans la série ABC Castle. Il apparaît dans le film Cesar Chavez.
En 2017, Arias incarne le colonel Cortez dans la série à succès américaine Queen of the South.

## Filmographie

### Cinéma

#### Court métrage
- 2012 : The Shooting Star Salesman : Salesman
- 2012 : Success Driven : producteur télé

#### Films longs
- 1992 : Innocent Blood : assistant du médecin légiste
- 1997 : Dead Men Can't Dance : Sixkiller
- 1997 : Destination Unknown : Rico
- 1998 : Crossfire : Hernandez
- 2001 : Home Invaders : Angel
- 2002 : La machine à explorer le temps : Toren
- 2007 : Die Hard 4 : Retour en enfer : agent Johnson
- 2008 : Hotel California : Hector
- 2009 : Behind Enemy Lines: Colombia (vidéo) : Alvaro Cardona
- 2009 : Street Dreams : Tim Cabrera
- 2010 : Légion - L'Armée des anges : Estevez
- 2010 : Undocumented : Alberto
- 2011 : Retour Mortel (vidéo) : inspecteur Becker
- 2011 : America : Correa
- 2014 : Cesar Chavez : Gilbert Padilla
- 2015 : Tag : Edmund
- 2015 : The Outfield : Charles
- 2016 : Hands of Stone : Benny Huertas
- 2016 : Restored Me : Roger Escalante
- 2016 : Secrets of Deception : inspecteur Reyes
- 2016 : Bella's Story : Marco

### Télévision

#### Téléfilm
- 1990 : Innocent coupable : Raymond Alvarez
- 1991 : Présumé coupable (Guilty Until Proven Innocent) de Paul Wendkos : Brad Larosa
- 1996 : Educating Matt Waters : T
- 1998 : Brigade de l'extrême : Bravo
- 2006 : Walkout : Panfilo Crisostomo
- 2008 : The Deadliest Lesson : Daniel
- 2013 : The List de Ruben Fleischer : Arturo Diaz

#### Série télévisée
- 1994 - 1997 : On ne vit qu'une fois : Emilio Gonzales
- 1994 - 1997 : New York Undercover : Armando / Ron Perez
- 1996 : Swift Justice (en) (saison 1, épisode 08 : Horses) : Antonio Silvera
- 1997 : Promised Land (en) (saison 2, épisode 10 : To Everything a Season) : Reverend Alvarez
- 1997 - 2001 : New York Police Blues : Bobby Rock / Rafael Mercado
- 1998 : New York, police judiciaire (saison 8, épisode 18) : Paul Sanchez
- 1999 : Les Soprano : Arnaz
- 2000 : New York, unité spéciale (saison 2, épisode 4) : Denny Corea
- 2001 : JAG : Santos Ramirez
- 2001 : Charmed : inspecteur Cortez
- 2002 : American Family (en) : Conrado Gonzalez
- 2002 : The Shield : Jose Garcia
- 2003 : Le Cartel : Miguel Cadena
- 2003 : Les Experts : Miami : Ramon Cruz
- 2004 : Division d'élite : Gabe
- 2004 : Half and Half : Carter Del Toro
- 2005 : Les Experts : Rafael Salinas
- 2005 : Night Stalker : Le Guetteur : Richard Carr
- 2006 : Dernier Recours : Ignacio
- 2006 : Thief : Gabriel "Gabo" Williams
- 2007 : Drive : Esteban Masferrer
- 2007 : Numbers : D.J. Rodriguez
- 2008 - 2009 : Le Retour de K 2000 : Alex Torres
- 2009 : Mentalist : Victor Marquesa
- 2009 : Drop Dead Diva : A.D.A. Montez
- 2009 : Médium : Alberto Torres
- 2010 : NCIS : Los Angeles : Special Agent Rick Medina
- 2010 : Burn Notice : Jacob
- 2010 : Les Experts : Manhattan : Rick Devarro
- 2011 : Covert Affairs : Delgado
- 2011 : Chase : Pablo Cordova
- 2011 : Warehouse 13 : Jim
- 2011 - 2015 : Revenge : sénateur Tom Kingsly
- 2012 : Blue Bloods : inspecteur Jose Cruz
- 2012 : Elementary : Robert Castillo
- 2013 : Hawaii 5-0 : Arturo Casey
- 2013 : Bones : Shaman Little River
- 2013-2016 : Castle : chef Carl Villante
- 2014 : Intelligence : Javier Leon
- 2015 : NCIS : Nouvelle-Orléans : Miguel Aritza, agent spécial de l'ATF
- 2016 : Marvel : Les Agents du SHIELD : Colonel Victor Ramon
- 2016 : Harry Bosch : Mayor Hector Ramos
- 2016 : Esprits criminels : Unité sans frontières : Officer Tillet
- 2016 : American Gothic : Dave Morales
- 2016 : Rosewood : Mayor Ramon Esparza
- 2016 : Shooter : John Dominguez
- 2016 : Queen of the south : Cortez
- 2020 : Los Angeles: Bad Girls : Le Maire Trent Garrison (S2)
- 2021 : New York, crime organisé (saison 2, épisode 9) : détective Angel Ramirez

## Voix françaises
En France
| - Constantin Pappas dans : - Half and Half (série télévisée) - Thief (série télévisée) - Le Retour de K 2000 (série télévisée) - Témoin gênant (téléfilm) - En territoire ennemi 3 : Mission Colombie - Drop Dead Diva (série télévisée) - Covert Affairs (série télévisée) - Retour mortel (téléfilm) - Chase (série télévisée) - Warehouse 13 (série télévisée) - Revenge (série télévisée) - Hawaii 5-0 (série télévisée) - Castle (série télévisée) - Intelligence (série télévisée) - Esprits criminels : Unité sans frontières (série télévisée) - American Gothic (série télévisée) - Rosewood (série télévisée) - Reine du Sud (série télévisée) - Los Angeles : Bad Girls (série télévisée) - Magnum (série télévisée) - New York, crime organisé (série télévisée) | - Arnaud Arbessier dans (les séries télévisées) : - New York Police Blues - New York, unité spéciale - Mentalist - Damien Boisseau dans (les séries télévisées) : - Le Cartel - NCIS : Nouvelle-Orléans Et aussi - Olivier Destrez dans New York Police Blues (série télévisée, voix de remplacement) - Richard Leroussel dans Médium (série télévisée) - Laurent Maurel dans Marvel : Les Agents du SHIELD (série télévisée) - Thomas Roditi dans Harry Bosch (série télévisée) |